# Lilla Trytjärnen
Lilla Trytjärnen är en sjö i Dals-Eds kommun i Dalsland och ingår i Örekilsälvens huvudavrinningsområde. Sjön har en area på 0,0539 kvadratkilometer och ligger 154 meter över havet.

## Delavrinningsområde
Lilla Trytjärnen ingår i det delavrinningsområde (652440-127086) som SMHI kallar för Ovan Töftedalsån. Medelhöjden är 141 meter över havet och ytan är 60,24 kvadratkilometer. Räknas de 16 avrinningsområdena uppströms in blir den ackumulerade arean 215,76 kvadratkilometer. Avrinningsområdets utflöde Örekilsälven mynnar i havet. Avrinningsområdet består mestadels av skog (62 procent), öppen mark (11 procent) och jordbruk (23 procent). Avrinningsområdet har 0,19 kvadratkilometer vattenytor vilket ger det en sjöprocent på 0,3 procent.